# Silo de Huesca
El silo de Huesca es un antiguo silo de grano situado en el municipio español de Huesca, en la provincia homónima. Se encuentra ubicado junto a la vía del tren y la estación de ferrocarril.

## Historia
Su construcción respondió a una premeditada organización para el almacenamiento de cereal, dentro de la política implementada por el régimen franquista a través del Servicio Nacional del Trigo. El silo entró en servicio en 1957 y contaba con una capacidad de almacenamiento de 7.500 toneladas. La unidad estaba enlazada con la red ferroviaria a través de un ramal particular que llegaba a su recinto. Con posterioridad, la unidad pasaría a manos del Servicio Nacional de Cereales (SNC) en 1969 y, dos años después, del Servicio Nacional de Productos Agrarios (SENPA).

## Características
Se trata de un silo de tránsito. La estructura del edificio está realizada en hormigón armado, mientras que el ladrillo predomina en el aspecto exterior. Situado junto a la estación de ferrocarril, en sus orígenes las instalaciones estaban estaban enlazadas con la red ferroviaria a través de un ramal. Esta derivación se prolongaba en una vía destinada a la carga del grano.